# Хасыль (сингл-альбом)
Хасыль (или LOOΠΔ & HaSeul) — третий сингловой-альбом южнокорейской гёрл-группы LOOΠΔ третьей представленной участницы Хасыль и третьей части пре-дебютного проекта группы. Сингл был выпущен компанией Blockberry Creative 15 декабря 2016 года. Альбом состоит из двух треков, сольной песни Хасыль «Let Me In» и трио Хасыль, Хиджин и Хёнджин «The Carol».

## Выпуск и продвижение
Третьего декабря была представлена Хасыль, третья участница LOOΠΔ.
Она провела 4 фансайна: два индивидуальных (Инчхон, Кимпхо) и два вместе с Хиджин и Хёнджин (оба фансайна прошли в Сеуле).
Было выпущено два видео из серии «100% Real Live»: в первом Хасыль исполняла кавер на песню «The Starry Night» группы LAYBACKSOUND, играя на гитаре; второе видео было на песню «Let Me In», Хасыль исполнила песню, играя на синтезаторе.

## Музыкальные клипы
11 декабря был выпущен тизер клипа «Let Me In», раскрывающий, что видео было сняло в Исландии. 14 декабря был выпущен тизер совместного рождественского клипа Хиджин, Хёнджин и Хасыль «The Carol», было объявлено, что съёмки видео прошли в Лондоне, Великобритания. Оба клипа были выпущены 15 декабря.

## Список композиций
| №                   | Название                               | Текст песни                         | Музыка                                  | Аранжировка         | Длительность |
| ------------------- | -------------------------------------- | ----------------------------------- | --------------------------------------- | ------------------- | ------------ |
| 1.                  | «Let Me In (소년, 소녀)» (Хасыль)      | Oreo                                | Oreo                                    | Wang Kim            | 3:08         |
| 2.                  | «The Carol» (Хиджин, Хёнджин и Хасыль) | G-High, Choi Young-kyung (MonoTree) | Choi Young-kyung (MonoTree), Park Asher | G-High, Park Asher  | 3:27         |
| Общая длительность: | Общая длительность:                    | Общая длительность:                 | Общая длительность:                     | Общая длительность: | 6:35         |

## Чарты
| Чарт                                 | Высшая позиция | Продажи       |
| ------------------------------------ | -------------- | ------------- |
| Южная Корея Gaon Weekly Album Chart  | 35             | - KOR: 1,146+ |
| Южная Корея Gaon Monthly Album Chart | 63             | - KOR: 1,146+ |